# آرثر كلفن
آرثر كلفن (بالإنجليزية: Arthur Kelvin)‏ (1 يناير 1871 في المملكة المتحدة - ) هو مدرب كرة قدم ولاعب كرة قدم بريطاني (وحمل سابقاً جنسية المملكة المتحدة لبريطانيا العظمى وأيرلندا) في مركز جناح ‏. لعب مع نادي ليفربول.